# Elena Benarroch
Elena Benarroch Vila (Tánger, 20 de abril de 1955) es una modista española. Abrió en 1979 una tienda de confección en piel en Madrid. Ha recibido premios como el American Legend por la mejor colección del año, La aguja de oro o la T de Telva en España.

## Trayectoria
Nacida en Tánger (ciudad internacional en la época) en el seno de una familia judía sefardí, es hija de Jacobo Benarroch Benatar y de Clara Israel.  Entró en el oficio de la peletería al contraer matrimonio con el artista plástico argentino Adolfo Barnatán. Se crio en la ciudad española de Melilla.
Abrió su primera tienda en Madrid en 1979 en calle Monte Esquinza, y se hizo famosa por el cuidado en la elección de la materia prima, sobre todo visones, y por sus confecciones juveniles. En 1980 Benarroch presentó su primer desfile y un año más tarde abrió otra nueva tienda. 
En 1982 representó a España en la Feria Internacional de Fráncfort del Meno, y comenzó a representar a la firma Bottega Veneta.
En 1984 Elena Benarroch presentó sus modelos en Tokio. Ese mismo año recibió la Aguja de Oro, premio que se entrega a prestigiosos modistas. En esta época comenzó a teñir las pieles y a jugar con dibujos geométricos. En 1985 recibió el premio American Legend a la mejor colección del año, fue portada del Officiel de la Fourrure e introdujo sus colecciones en los Estados Unidos, abriendo una tienda en Madison Avenue (Nueva York) en 1986. Continuó con sus desfiles en Fráncfort e inauguró la Pasarela Cibeles en Madrid. 
En 1987 recibió el premio de diseño de la revista Cambio 16. Ese año presentó sus colecciones con pieles estampadas con dibujos venecianos, consiguió la representación de las firmas Etro y Andrea Pfister y lanzó una colección de abrigos de piel para hombre con la ayuda de Miguel Bosé.
En 1989 la edición americana de Vogue le dedicó la portada, y al año siguiente recibió la T de Oro de la revista Telva junto con Prada y Versace. Ha recibido encargos curiosos, como una colección para celebrar el 35º aniversario de la muñeca Barbie en 1993, o diseños para Carne trémula de Pedro Almodóvar.
En 1997, lanzó su primera colección de joyas, y también un perfume que lleva el nombre de su hija, Yaël, quien es además la directora creativa de la línea Elena Benarroch, así como de la línea casual Yaël Barnatán.
En 2009, se divorció de Adolfo Barnatán. Sin embargo, mantienen una relación amistosa y colaboración a nivel de negocios.
En 2015, se mudó a Nueva York, vendiendo parte de sus propiedades en España. Presentó su nueva colección en la sede del Instituto Cervantes de esta ciudad.